# Richard Sköld
Richard Sköld är en svensk sångare som deltog i den svenska Melodifestivalen 2002 med melodin En värld som alltid brinner. Den slutade dock på 8:e och sista plats vid första deltävlingen i Växjö den 19 januari 2002.